# Міхай Фінцицький

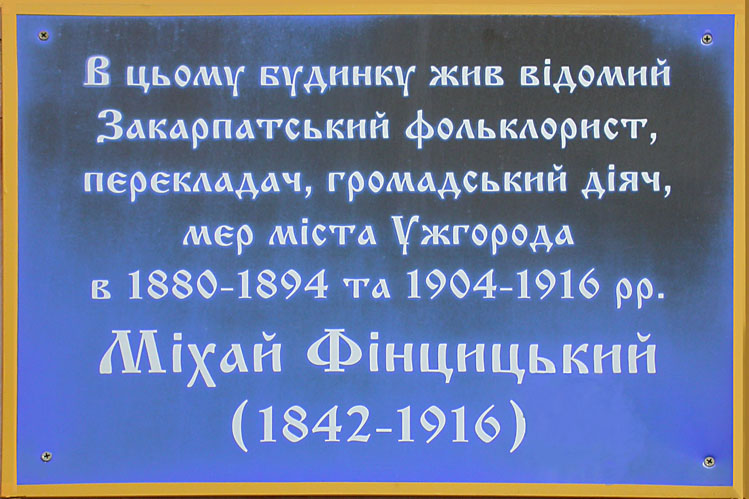
Меморіальна дошка на честь Міхая Фінцицького

Міхай Фінцицький (угор. Fincicky Mihály; нар. 22 вересня 1842, село Унгчепель, Ужанської жупи, Австрійська імперія (нині Вельке-Капушани, Кошицький край Словаччини) — пом. 27 січня 1916, Ужгород, Австро-Угорщина) — адвокат, літератор- перекладач, збирач народних пісень і казок, багаторічний мер Унгвару.

## Біографія
Народився 1842 року в угорській родині в селі Унгчепель комітату Унґ, яке вже в 1914 році стала частиною міста Вельке-Капушани (нині це вулиця Чепель). Навчався в Пряшеві, в Егері, в Унґварській гімназії, потім в Будапештському університеті, де в 1867 році отримав диплом юриста. У Будапешті дебютував як літератор і перекладач російської літератури, друкувався в журналі Pesti Hölgyi Divatlap. Повернувшись до Унґвара, зайнявся адвокатською практикою. У 1880 році обраний мером Унґвару і з однією перервою залишався на цій посаді аж до смерті. Похований в Ужгороді, а на вулиці Духновича, буд. № 23, ще зберігся скромний одноповерховий будинок сім'ї Фінцицьких.
Міхай Фінцицький входить до числа відомих городян Вельке Капушани і Ужгорода .

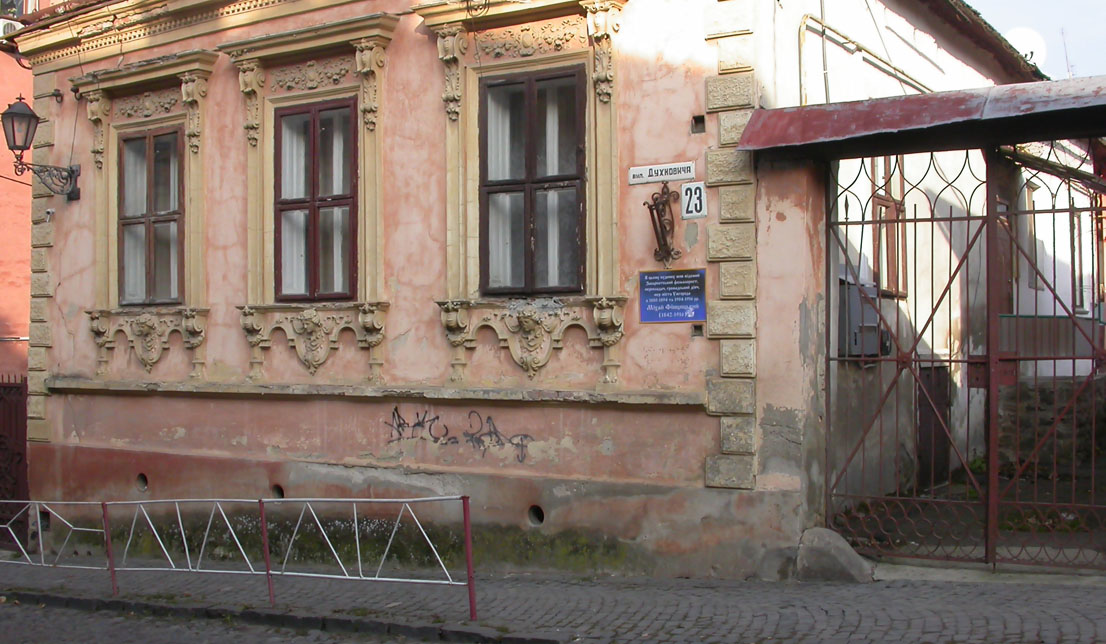
Родинний дім родини Фінцицьких

## Основні праці

### Етнографічні збірники
Міхай Фінцицький залишив по собі добру пам'ять у русинів. Ще в молоді роки, головним чином, у 1860-х роках, він організував ентузіастів у справі збирання русинського фольклору. З їх допомогою були зібрані 92 русинські казки і 339 пісень. Пісні були опубліковані (в перекладі угорською) вже в 1870 році. В останні роки свого життя він відібрав і переклав для публікації 40 найкращих русинських казок, але за життя йому не вдалося їх опублікувати. Ці казки були опубліковані в Будапешті в 1970 році (A vasorrú indzsibaba), в українському перекладі — в Ужгороді в 1974 і 1975 (Таємниця скляної гори), русинською в формі інтернет-книги в 2016 році (Угро-Руська Народна Казка). Оригінали зборів Міхая Фінцицького понині не знайдені.

### Літературні переклади
У 1871 році видав двотомник своїх перекладів Orosz beszélyek (Русинські оповідання). Крім широко відомих авторів (Пушкін, Тургенєв), Міхай Фінцицький представив угорському читачеві невідомих досі літераторів (Батюшков, В'яземський, Давидов, Державін, Жуковський, Крилов, Ломоносов).
Міхай Фінцицький в незначному обсязі перекладав також словацький і румунський фольклор.
Заслуговує на увагу в аспекті етнографії його праця комітату Унг (Ung vármegye), яка увійшла до XVIII тому енциклопедії Австро-Угорська монархія в описах і малюнках (Az Osztrák-Magyar Monarchia Írásban és Képben), виданій 1900 року.

## Публікації Міхая Фінцицького
- Fincicky Mihály: Magyar-orosz népdalok. Pest, 1870.
- Fincicky Mihály: A vasorrú indzsibaba. Kárpát-ukrajnai népmesék. Ortutay Gyula utószavával, Budapest, 1970.
- Таємниця скляної гори. Закарпатські народні казки, Зібрані Михайлом Фінціцькім. Вид. «Карпати», Ужгород, 1974. (автозавантаження) [Архівовано 16 серпня 2021 у Wayback Machine.]
- Угро-Руська Народна Казка. Зберька М. Фінціцкого. Русинська Вебкнига. 2016.  [Архівовано 16 серпня 2021 у Wayback Machine.]